# Ousmane Diomandé
Ousmane Diomande (Abiyán, Costa de Marfil, 4 de diciembre de 2003) es un futbolista marfileño que juega como defensa en el Sporting C. P. de la Primeira Liga.

## Trayectoria
Es un canterano del club marfileño Olympic Sport Abobo, al que se incorporó a los 10 años.
En enero de 2020 pasó a la cantera del F. C. Midtjylland.
El 5 de agosto de 2022 se incorporó al C. D. Mafra en calidad de cedido por una temporada. Al día siguiente debutó como profesional con el Mafra en una derrota por 3-1 en la Segunda División de Portugal ante la U. D. Oliveirense el 6 de agosto de 2022.
Debido a sus buenas actuaciones con el Mafra, su cesión se interrumpió a mitad de temporada y el 31 de enero de 2023 fue traspasado al Sporting C. P. de la Primeira Liga, firmando un contrato hasta 2027.

## Estadísticas

### Clubes
Actualizado al último partido disputado el 5 de noviembre de 2024.
| Club                    | Div.          | Temporada     | Liga  | Liga  | Copas nacionales | Copas nacionales | Copas internacionales | Copas internacionales | Total | Total |
| Club                    | Div.          | Temporada     | Part. | Goles | Part.            | Goles            | Part.                 | Goles                 | Part. | Goles |
| ----------------------- | ------------- | ------------- | ----- | ----- | ---------------- | ---------------- | --------------------- | --------------------- | ----- | ----- |
| C. D. Mafra Portugal    | 2.ª           | 2022-23       | 13    | 0     | 4                | 1                | —                     | —                     | 17    | 1     |
| C. D. Mafra Portugal    | Total club    | Total club    | 13    | 0     | 4                | 1                | 0                     | 0                     | 17    | 1     |
| Sporting C. P. Portugal | 1.ª           | 2022-23       | 13    | 1     | 0                | 0                | 4                     | 0                     | 17    | 1     |
| Sporting C. P. Portugal | 1.ª           | 2023-24       | 26    | 2     | 4                | 0                | 8                     | 1                     | 38    | 3     |
| Sporting C. P. Portugal | 1.ª           | 2024-25       | 9     | 0     | 1                | 0                | 3                     | 0                     | 13    | 0     |
| Sporting C. P. Portugal | Total club    | Total club    | 48    | 3     | 5                | 0                | 15                    | 1                     | 68    | 4     |
| Total carrera           | Total carrera | Total carrera | 61    | 3     | 9                | 1                | 15                    | 1                     | 85    | 5     |

## Palmarés

### Títulos nacionales
| Título           | Club           | País     | Año  |
| ---------------- | -------------- | -------- | ---- |
| Primeira Liga    | Sporting C. P. | Portugal | 2024 |
| Primeira Liga    | Sporting C. P. | Portugal | 2025 |
| Copa de Portugal | Sporting C. P. | Portugal | 2025 |

### Títulos internacionales
| Título                    | Equipo          | Sede            | Año  |
| ------------------------- | --------------- | --------------- | ---- |
| Copa Africana de Naciones | Costa de Marfil | Costa de Marfil | 2023 |